# Callistephus
Callistephus este un gen de plante din familia Asteraceae, ordinul Asterales.

## Caractere morfologice
- Tulpina

- Frunza

- Florile

- Semințele

## Specii
„Callistephus chinensis” (ochiul boului, ruji de toamnă) 
- - Descriere: 100 cm inălțime, plante florifere, Patria acestei specii este China și Japonia, este o plantă anuală. Frunzele bazale sunt pețiolate, spatulate,are floarea de forma globuloasă, compactă, inflorescența cu flori involte cu mai multe rânduri de petale.